# Виахту
Виахту — село в Александровск-Сахалинском районе Сахалинской области России.

## Этимология
Название села в переводе с нивхского означает «залив морских пиявок» (или «озеро с морскими моллюсками»).

## География
Село находится на берегу Татарского пролива, неподалёку от реки Виахту, на расстоянии 133 км (по горной дороге) к северо-западу от города Александровск-Сахалинский, административного центра района.
Основано в 1886 году. В 1890 году в селе находился в ссылке этнограф, профессор Л. Я. Штернберг.

## Население
| 2002 | 2010 | 2013 | 2021 |
| ---- | ---- | ---- | ---- |
| 284  | ↘185 | ↘173 | ↘111 |

### Половой состав
Согласно результатам переписи 2002 года, в селе проживало 284 человека (145 мужчин и 139 женщин).

### Национальный состав
Согласно результатам переписи 2002 года, в национальной структуре населения русские составляли 65 % из 284 чел.

## Улицы
| - ул. Лесная, - ул. Морская, | - ул. Новостроек, - ул. Почтовая. |